# Joanna Pomorska
Joanna Pomorska (ur. 1953) – polska tłumaczka z języka słoweńskiego.

## Życiorys
Ukończyła slawistykę na Uniwersytecie Warszawskim i studia podyplomowe na uniwersytecie w Lublanie. Pracowała jako redaktorka w dziale encyklopedii Wydawnictwa Naukowego PWN, potem w Wydawnictwie DiG i Slawistycznym Ośrodku Wydawniczym przy Instytucie Slawistyki PAN. Od 1980 publikuje też przekłady wielu utworów słoweńskich  (i własne teksty krytyczno-publicystyczne) m.in. w czasopismach: „Literatura na Świecie”, „Dialog”, „Gazeta Wyborcza”, „Zeszyty Literackie”, „Krytyka”, „Res Publica”, „Res Publica Nowa”, „Ex Libris”, „Arka”, „Przegląd Polityczny”, „Czas Kultury”, „FA-art”, „Dekada Literacka”, „Kresy”, „Krasnogruda”, „Europa”, „Twórczość”, „Herito” .

## Twórczość
- Jak to powiedzieć po słoweńsku: rozmówki i słownik 2007[2]

Tłumaczenia:
- Drago Jančar Galernik 1988
- Dago Jančar Drwiące żądze 1997
- Dago Jančar Katarina, paw i jezuita 2010
- Dago Jančar Widziałem ją tej nocy 2014
- Dago Jančar  Spojrzenie anioła 2002 wybór opowiadań
- Dago Jančar Terra incognita 1993 wybór esejów
- Dago Jančar Eseje 1999
- Branko Hofman Noc do rana 1986
- Jani Virk Śmiech za drewnianą przegrodą 2007
- Božidar Jezernik Kawa 2011
- Božidar Jezernik Naga Wyspa 2013 (z Joanną Sławińską)
- Drago Jančar Widziałem ją tej nocy[3]
- Goran Vojnović Moja Jugosławia 2019[4]
- Vladimir Bartol Alamut 2022[5]

## Nagrody
- 1987: wyróżnienie „Literatury na Świecie” za samodzielną prezentację literatury słoweńskiej na łamach tego pisma[6]
- 2011: finalistka Literackiej Nagroda Europy Środkowej Angelus za tłumaczenie Drago Jančar Katarina, paw i jezuita[7]
- 2015: finalistka Literackiej Nagroda Europy Środkowej Angelus za tłumaczenie Drago Jančar Widziałem ją tej nocy[3]
- 2017: Nagroda ZAiKS-u za wybitne osiągnięcia w przekładzie literatury obcej na język polski[8][9]
- 2017: Nagroda Międzynarodowa Tone Pretnara – tytuł honorowy „Ambasador Słoweńskiej Literatury i Języka” (Pretnarjevo nagrado  – „ambasador slovenske književnosti in jezika”)[6]
- 2020: Literacka Nagroda Europy Środkowej Angelus dla Gorana Vojnovićcia za Moja Jugosławia i Joanny Pomorskiej jako tłumacza (40 tysięcy złotych)[10]
- 2024: Dyplom im. Janka Lavrina przyznany przez Društvo slovenskih književnih prevajalcev[11]